# Carl Güldencrone (lensbaron)
 For alternative betydninger, se Carl Güldencrone. (Se også artikler, som begynder med Carl Güldencrone)
Carl Vilhelm Ludvig Marius Christian Frederik lensbaron Güldencrone (født 27. juli 1833 på Vilhelmsborg, død 23. marts 1895 sammesteds) var en dansk lensbesidder og kammerherre, far til Ove Gyldenkrone og Holger Gyldenkrone-Rysensteen.
Han var søn af lensbaron, kammerherre og hofjægermester Ove Güldencrone og kom som dreng i pleje hos kaptajn Anton Kjærulff i Aarhus, hvor han gik i Aarhus Katedralskole. Han beboede 1860 den samme år oprettede avlsgård Mariendal i Fløjstrup og tiltrådte Baroniet Wilhelmsborg 1863 efter faderens død.
Han var fra 1870 til 1880 medlem af Mårslet Sogneråd, blev 1883 kammerherre og 15. maj 1893 Ridder af Dannebrog. Han skænkede 1888 en altertavle til Mårslet Kirke.
Han blev gift 6. november 1863 med Edele Margrethe von Barner (18. oktober 1842 på Eskilstrup - 20. juni 1900 i København), datter af hofjægermester Leopold Theodor von Barner til Eskilstrup.